# Síndrome de Llàtzer

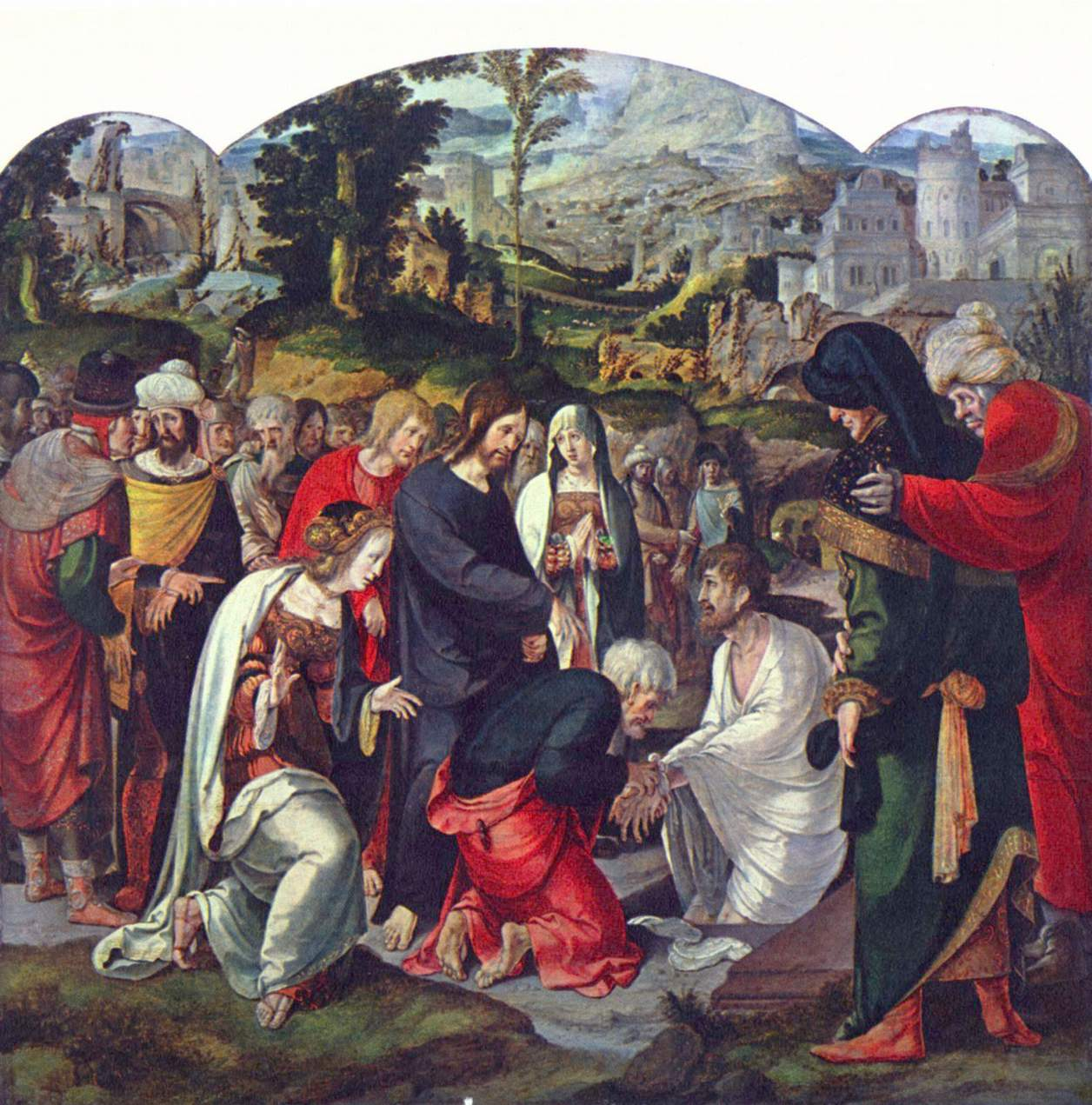
Ressurrecció de Llàtzer, de Aertgen van Leyden

La síndrome de Llàtzer o auto ressuscitació és la tornada espontània de la circulació després de fracassar la reanimació cardiopulmonar. Aquest fenomen s'ha observat en la literatura mèdica com a mínim en 38 ocasions des de 1982. També anomenat efecte Llàtzer, rep el seu nom de Llàtzer de Betània, un personatge del Nou Testament que fou ressuscitat d'entre els morts per Jesús.
Els casos d'aquesta síndrome són poc freqüents, i les causes no es coneixen del tot bé. Una teoria afirma que el factor principal és l'acumulació de pressió en el pit després de la reanimació pulmonar. La relaxació de la pressió del pit permetria al cor expandir-se, fet que pot activar els impulsos elèctrics i reiniciar el batec del cor. Altres possibles factors són nivells elevats de potassi al cos, fet que s'ha relacionat amb el retard en la tornada de la circulació, o bé altes dosis d'epinefrina.

## Implicacions
La síndrome de Llàtzer planteja qüestions ètiques per als metges, que han de determinar en quin moment s'ha produït la mort clínica, la finalització de l'exercici de ressuscitació, i en quin moment cal realitzar els procediments post mortem, com ara autòpsies i la recol·lecció d'òrgans per a la donació. El metge Bruce Ben-David va escriure: "Potser és una suprema mostra d'arrogància per part nostra suposar que podem distingir de manera fiable el reversible de l'irreversible, el rescatable de l'irrescatable".
La literatura mèdica recomana observar els signes vitals d'un pacient, durant cinc o deu minuts després del cessament de la reanimació, abans de certificar la mort.